# Worldways Canada
Worldways Canada foi uma companhia aérea canadiana que começou a operar em 1973, tendo cessado a sua actividade no dia 11 de Outubro de 1990 e deixado de existir em 1991.

## Operações e frota
A sua frota inicialmente consistia em aeronaves Douglas DC-4 e Lockheed L-1011 Tristar.
Foi criada e gerida por Roy Moore.